# Cementerio alegre de Săpânța

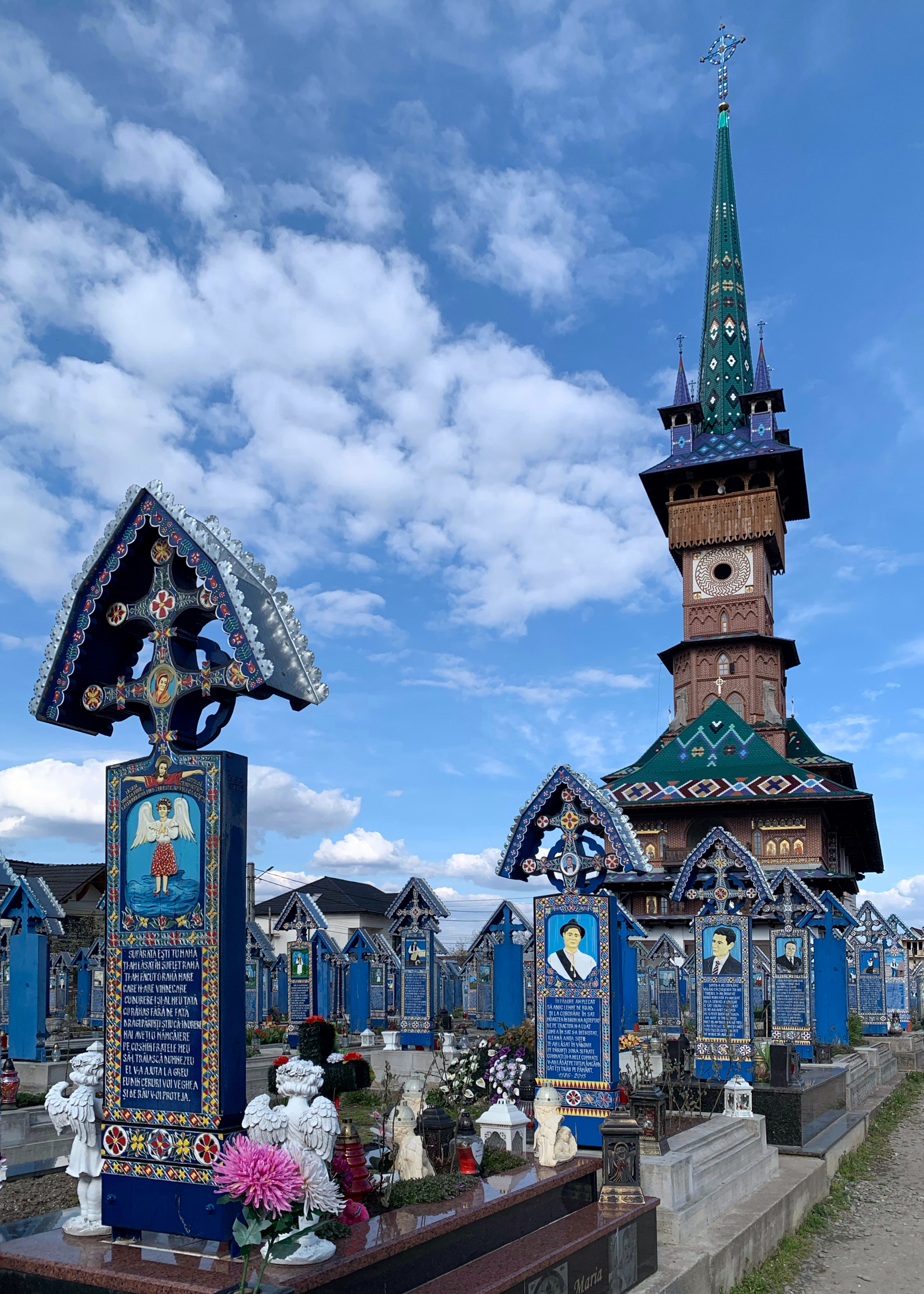
Cementerio alegre de Sapantza, Rumania.

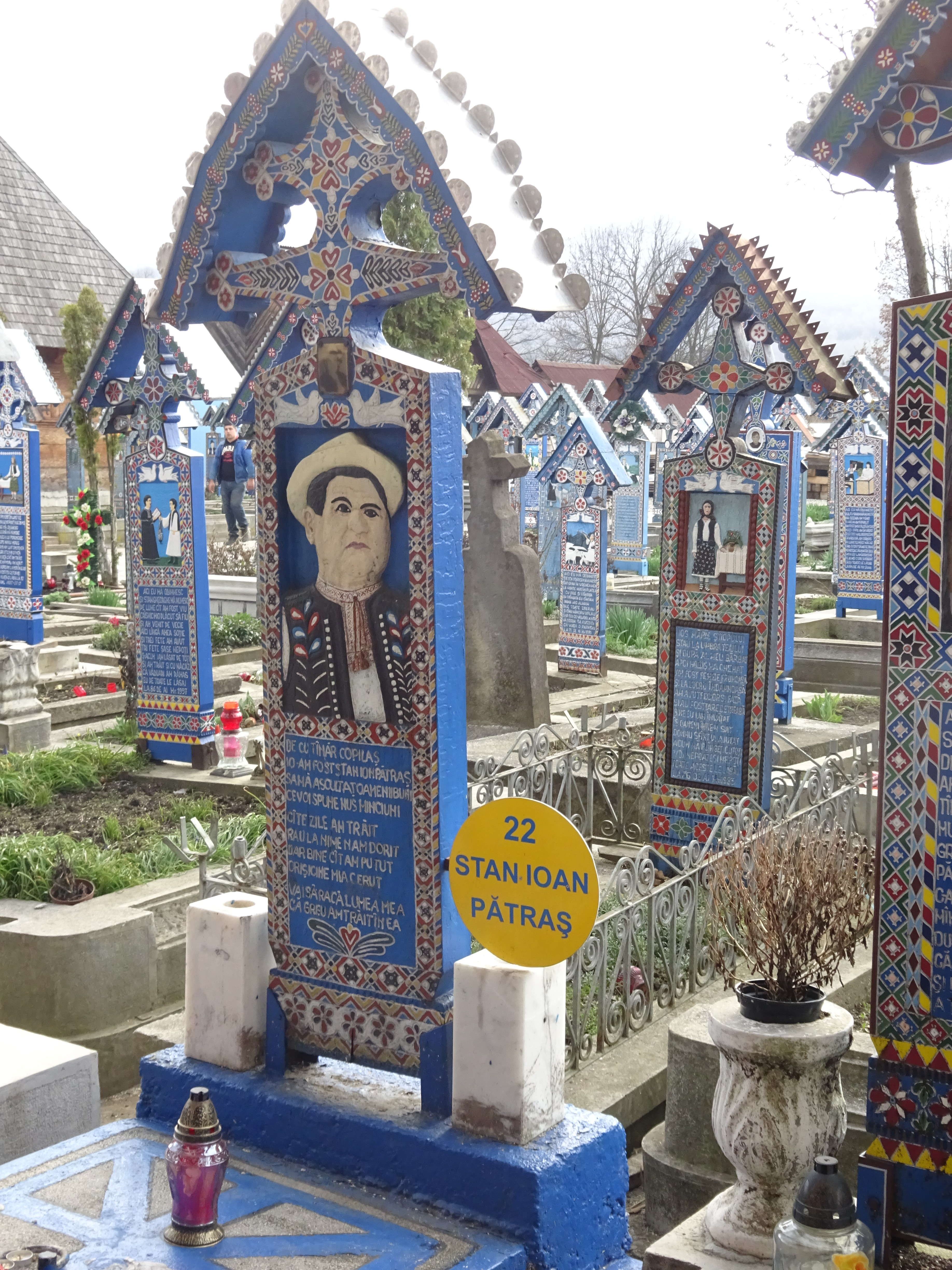
Tumba de Stan Ioan Patras en el Cementerio alegre de Sapantza

El cementerio alegre (en rumano Cimitirul Vesel) es un cementerio en la aldea de Săpânța, condado de Maramureş, Rumania, a 8 kilómetros escasos de la frontera con Ucrania. Pasaría desapercibido si no fuera por sus tumbas con coloridas pinturas naïfs y unos epitafios que describen, de una manera original y poética, a las personas que están enterradas allí, así como escenas de sus vidas. El cementerio alegre se ha convertido en un museo al aire libre y en una atracción turística. 
Su característica inusual es que se aparta de la idea de la muerte como algo lúgubre y solemne, tan habitual en las sociedades europeas. Se han hecho conexiones con la cultura dacia, cuyos principios filosóficos postulaban la inmortalidad del alma y la creencia de que la muerte era un momento lleno de alegría y esperanza para una vida mejor (véase también Zalmoxianismo). 
Los orígenes del cementerio están vinculados a Stan Ioan Patras, un artista local que empezó en 1935 a esculpir las lápidas con su peculiar estilo, a mitad de camino entre la viñeta satírica y las imágenes de las vidas de santos. A partir de 1960, estaban a la vista más de 800 lápidas con cruces de madera de roble protegidas de la intemperie bajo una especie de tejado. 
Se dedicó a esta tarea durante cuatro décadas, hasta su muerte en 1977, año en que continuó con este trabajo su sucesor, Pop Dumitru, que habita en la casa de su maestro y mantiene su estilo. Como difícilmente podía ser de otra forma, el fundador del Cementerio Feliz descansa en el mismo camposanto, en su tumba correspondiente.